# (29483) Boeker
(29483) Boeker est un astéroïde de la ceinture principale.

## Description
(29483) Boeker est un astéroïde de la ceinture principale. Il fut découvert le 3 novembre 1997 à Solingen par Bernd Koch. Il présente une orbite caractérisée par un demi-grand axe de 2,42 UA, une excentricité de 0,25 et une inclinaison de 4,2° par rapport à l'écliptique.

## Compléments